# Massa San Giorgio
Massa San Giorgio is een plaats (frazione) in de Italiaanse gemeente Messina.